# وزارة المالية (أيسلندا)
وزارة المالية الأيسلندية (الأيسلندية: Fjármálaráðuneytið) هي الجهة المسؤولة عن الإشراف على الشؤون المالية للحكومة الأيسلندية. يتولى منصب وزير المالية والشؤون الاقتصادية هو بورديس كولبرون.

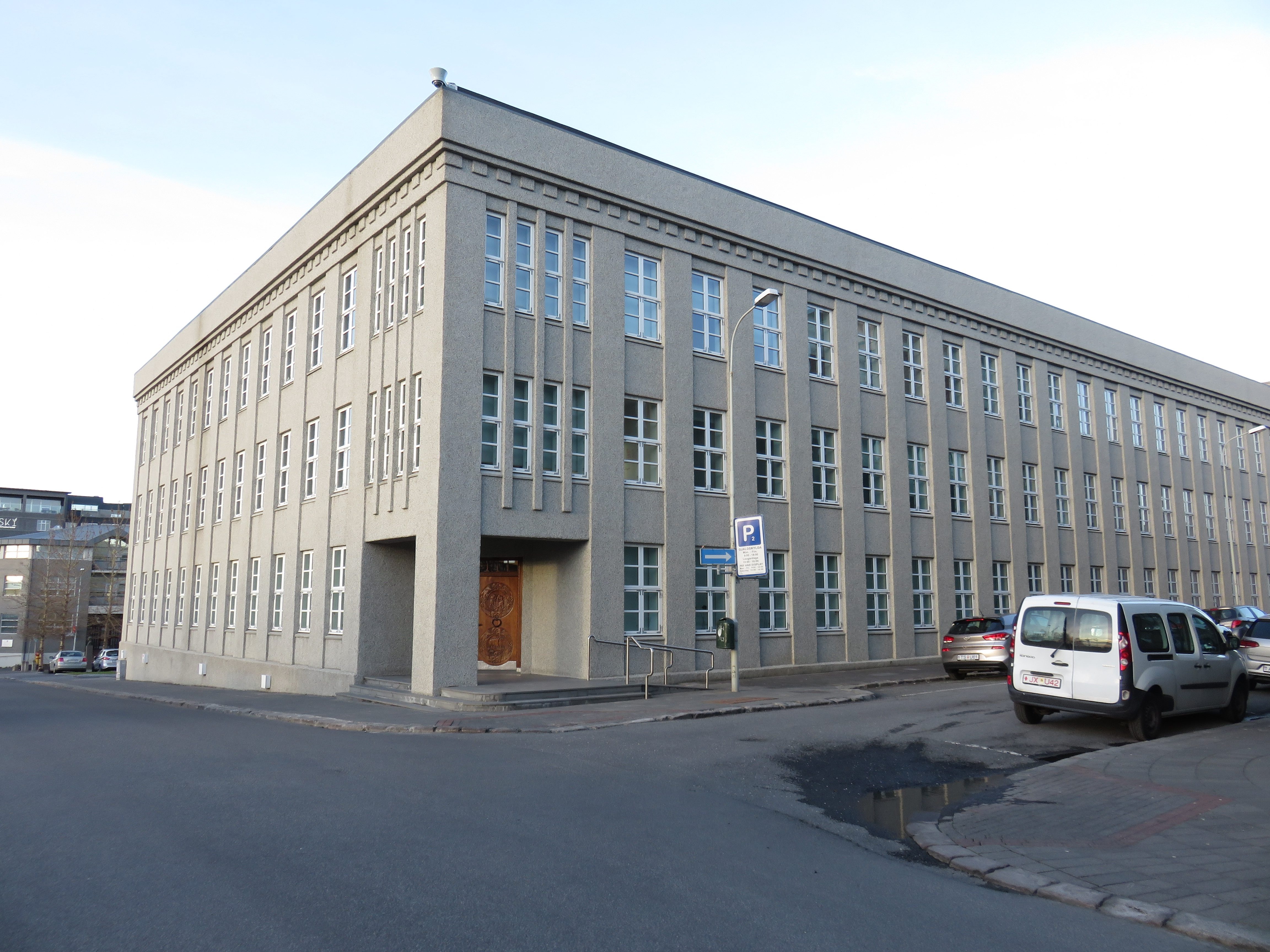
مقر وزارة المالية الآيسلنديَّة.

## روابط خارجية
- الموقع الرسمي